# Auferstehungskirche (Ferndorf)

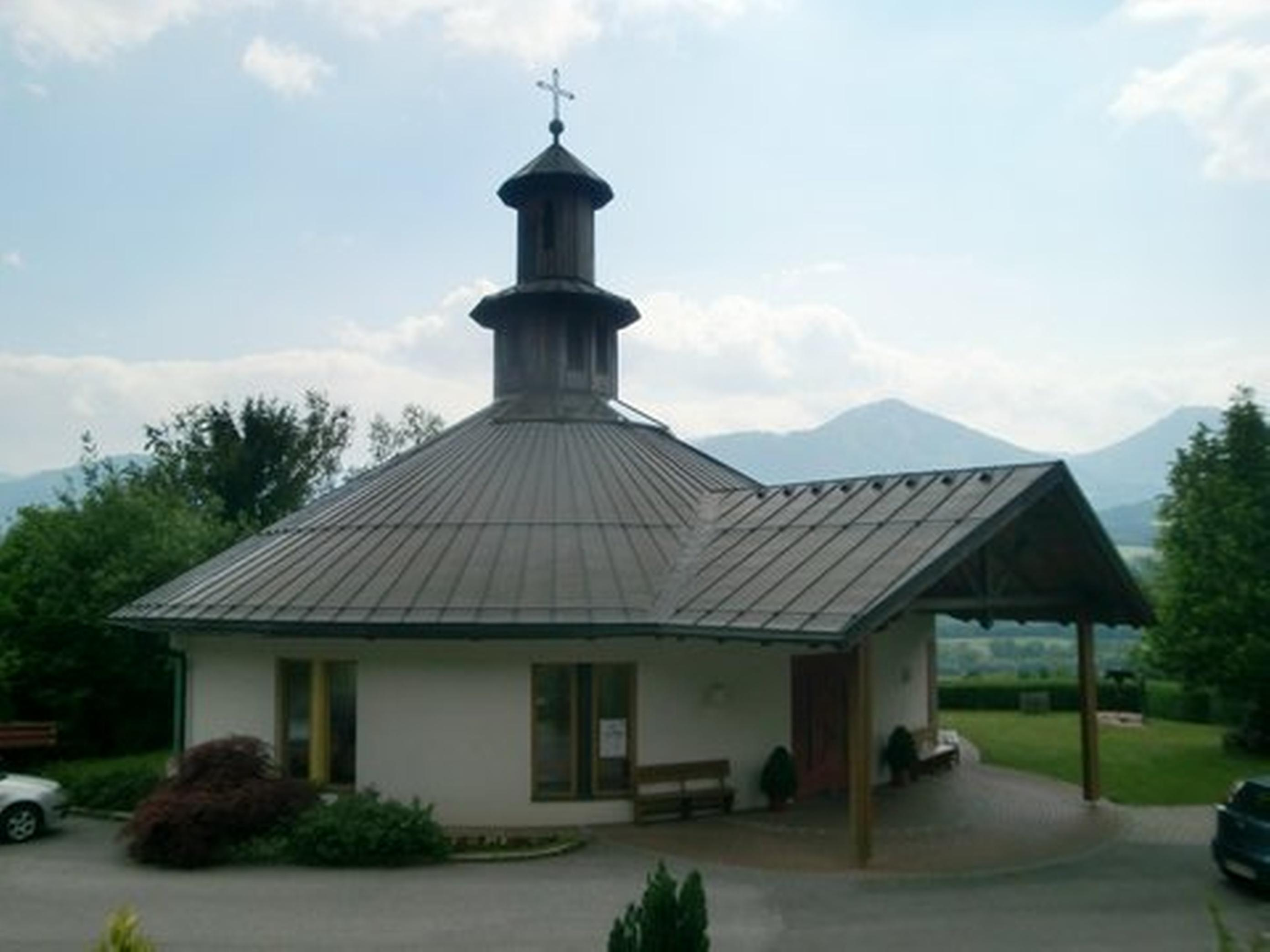
Auferstehungskirche Ferndorf

Die Auferstehungskirche ist die evangelische Gemeindekirche im Ortsteil Rudersdorf von Ferndorf  im Bezirk Villach-Land in Kärnten. Sie gehört der Evangelischen Superintendentur A. B. Kärnten und Osttirol an.

## Geschichte und Architektur
Die 1950 zunächst als Tochtergemeinde der evangelischen Pfarrkirche Zlan gegründete Gemeinde erlangte 1959 ihre Selbständigkeit als Pfarre. Ab 1997 erhielt sie anstelle des bisherigen Bethauses nach Plänen der Architekten Heinrich Burgstaller und Hannes Walder ihren exponiert über dem Drautal gelegenen Kirchenbau, der im Frühjahr 2000 geweiht werden konnte. Der als ein von einer gestaffelten Laterne bekrönte und mit einer offenen Vorhalle versehene Zentralbau, dessen Grundriss aus zwei gegeneinander gesetzten Halbkreisen besteht, setzt sich in symbolischer Weise mit dem Thema Auferstehung auseinander. Die in Österreich sonst meist nur für Karner gebräuchliche Form der Rundkirche verweist theologisch auf den Prototyp der konstantinischen Grabes- oder Auferstehungskirche Christi in Jerusalem, auf die sich auch die Namensgebung des Kirchenbaus bezieht. Die Umfassungsmauern zeigen die in mittelalterlicher Architektur gebräuchlichen, von Säulen geteilten rechteckigen Biforienfenster.
Die künstlerische Gestaltung des Altarraums beherrscht die Geschichte des Propheten Jona (Jona 1–4 ), die, ausgehend von dem in Matthäus 12,40  überlieferten Spruch in typologischer Hinsicht als Präfiguration von Tod und Auferstehung Jesu Christi gilt. Die Fensterinstallationen schuf Walburga Michenthaler.
In seinem Außenbereich ist der Kirchenbau von Skulpturen der vier Evangelistensymbole des Ferndorfer Künstlers Alois Köchl umgeben, wobei der Matthäusengel als Eisenskulptur, der Markuslöwe als Arrangement aus Neonröhren, der Kopf des Lukasstiers mit einer Radachse aus Eisen sowie der Johannesadler als Aluminiumguss gestaltet sind.